# Ruska arhitektura
Ruska arhitektura sledi tradiciji, katere korenine segajo v zgodnjo rusko leseno arhitekturo (vključno z različnimi avtohtonimi elementi) in v arhitekturo Kijevske Rusije s središči v Velikem Novgorodu in Kijevu. Na rusko arhitekturo je vplivalo tudi Bizantinsko cesarstvo. Medtem ko je bila ruska arhitektura in kultura v mnogih primerih navdihnjena z bizantinsko arhitekturo, vpliv ni bil omejen. Velik del ruske arhitekture se je razvijal neodvisno in so jo zaznamovale nacionalne in lokalne značilnosti. Po padcu Kijeva se je ruska arhitekturna zgodovina nadaljevala v  Vladimiro-Suzdalski kneževini v Novgorodu in drugih ruskih krajih. Velike cerkve Kijevske Rusije, zgrajene po pokristjanjenju leta 988, so bile prvi primeri spomeniške arhitekture na vzhodnoslovanskem območju. Zgodnje vzhodne pravoslavne cerkve so bile v glavnem zgrajene iz lesa, njihova najpreprostejša oblika je znana kot celična cerkev. Cerkve so pogosto imele številne majhne kupole, zaradi česar so nekateri umetnostni zgodovinarji sklepali, kako so tako morda izgledali poganski slovanski templji.
Cerkev Svete Sofije v Velikem Novgorodu (1044–52) je na drugi strani izražala nov slog, ki je močno vplival na rusko cerkveno arhitekturo. Njene stroge debele stene, majhna ozka okna imajo veliko skupnega z romansko arhitekturo Zahodne Evrope. Oblika čebulnih kupol je izrazita značilnost ruske arhitekture. Nadaljnji odmiki od bizantinskega modela so vidni v naslednjih novgorodskih cerkvah: sv. Nikolaja (1113), sv. Antona (1117–19) in sv. Jurija (1119). Laična arhitektura Kijevske Rusije je komaj preživela. Do 20. stoletja so samo Zlata vrata Vladimira, kljub restavriranju iz 18. stoletja, lahko veljala za avtentičen spomenik predmongolskega obdobja. V 1940-ih je arheolog Nikolaj Voronin odkril dobro ohranjene ostanke palače Andreja Bogoljubskega v Bogoljubovu (iz leta 1158 do 1165).
Mesto Novgorod je ohranilo svojo arhitekturo med mongolsko invazijo. Prve cerkve so naročili knezi; vendar so po 13. stoletju začeli naročiti cerkve tudi trgovci, cehi in skupnosti. Državljani Novgoroda iz 13. stoletja so bili znani po svoji previdnosti, prizadevnosti in blaginji, ki so jo širili od Baltskega do Belega morja. Novgorodska arhitektura ni začela cveteti šele na prelomu v 12. stoletje. Cerkev sv. Sofije je nastala po vzoru prvotne cerkve svete Sofije v Kijevu; je po videzu podobna, vendar manjša, ožja in (v razvoju severno ruske arhitekture) klasične kupole nadomeščajo čebulaste strehe. Gradnjo so nadzirali kijevski delavci, ki so tudi uvažali opeko. Primarni gradbeni materiali so bili bloki apnenca in neobdelan apnenec. Govori se, da so bile notranjosti poslikane s freskami, ki so zdaj izginile. Vrata so bila iz brona.
Katolikon Jurijevega samostana je leta 1119 naročil pskovski knez Vsevolod. Stavbenik je bil znan kot mojster Peter, eden redkih stavbenikov, ki so ga v tem času posneli v Rusiji. Za zunanjost so značilna ozka okna in dvojne vdolbinice, ki potekajo v ritmu čez fasado; notranje stene dosežejo višino 20 metrov. Slopi so tesno razmaknjeni, kar poudarja višino obokanih stropov. Notranjost je bila prekrita s freskami iz prinčevih delavnic, vključno z nekaterimi najredkejšimi ruskimi slikami tistega časa.
Cerkev Odrešenikovega spreobrnjenja je bila spomin na Ilja Muromeca. Med mongolsko invazijo je veljalo, da je Ilja rešil mesto; cerkev je bila zgrajena v njegovo čast na Elijevi ulici leta 1374. V tem času je novgorodska država ustanovila ločeno okrožje za kneze, ki je mesto razdelilo na vrsto ulic, kjer cerkev še vedno stoji. Okna cerkve so podrobnejša, niše globlje in kupola (vidna v večjih cerkvah) je nadgrajena z naklonjeno streho.
Druga cerkev, ki zelo spominja na slednjo cerkev, je cerkev svetnikov Petra in Pavla v Koževnikih. Zgrajena je bila leta 1406, osnovna razlika pa je v gradbenem materialu. Podrobnosti so osredotočene na zahodno in južno fasado. Pojavijo se novi okrasni motivi v opeki. Opeka je bila uporabljena tudi za pilastre, ki omejujejo fasado. Prvotno je bila ometana, vendar je bila po drugi poškodbi med drugo svetovno vojno restavrirana. Njena apsida kaže proti reki, kar omogoča dobrodošel pogled ladjam, ki se približujejo z Baltika. Skodlasta streha spominja na strehe bočka (rusko бочка, sod), ki so bile takrat priljubljene. Stene so bile zgrajene iz lokalnega kamna, ki je bil kontrast rdeči opeki. Tloris cerkve je skoraj kvadrat s štirimi stebri, eno apsido in eno kupolo

## Predkrščanska arhitektura (pred letom 988)
Ruska arhitektura je mešanica bizantinske in poganske arhitekture. Nekatere značilnosti slovanskih poganskih templjev so zunanje galerije in množica stolpov.
Med 6. in 8. stoletjem so Slovani zgradili trdnjave, imenovane grod, ki so bile tesno zgrajene lesene konstrukcije.

## Krščansko obdobje Kijevske Rusije (988–1230)
Srednjeveška država Kijevska Rusija je vključevala dele današnje Ukrajine, Rusije in Belorusije, osredotočena na Kijev in Novgorod. Njihova arhitektura je najstarejše obdobje ruske arhitekture, s slogom, ki se je hitro uveljavil po sprejetju krščanstva leta 988 in je nanj močno vplivala bizantinska arhitektura.
Po razpadu Kijevske Rusije, ki mu je sledila invazija Mongolov v prvi polovici 13. stoletja, se je arhitekturna tradicija nadaljevala v kneževinah Novgorod, Vladimir-Suzdal, Galicija-Volhynia in sčasoma neposredno vplivala na rusko, ukrajinsko in belorusko arhitekturo.
- Cerkev svete Sofije v Velikem Novgorodu (1045—1050)
- Samostan Spreobrnjenja v Muromu (1096)
- Cerkev svetega Nikolaja v Velikem Novgorodu (1113-1136)
- Samostanska cerkev sv. Jurija pri Velikem Novgorodu (1119)
- Katolikon Antonijevega samostana (1122)
- Cerkev sv. Janeza Krstnika (zgrajena 1199-1139, prvič omenjena leta 1243)
- Cerkev sv. Petra in sv. Pavla v Smolensku (1146)
- Cerkev Spreornjenja v Pereslavlu-Zaleškem (1152)
- Cerkev Kidekša (1152)
- Cerkev Marijinega vnebovzetja, Stara Ladoga (1154-1159)
- Ostanki gradu Bogoljubov (levo) in tempelj Rojstva Blažene Device (desno) (1158)
- Zlata vrata v Vladimirju (1158–1164)
- Cerkev Križanja v Nerlu (1165)
- Cerkev nadangela Mihaela v Smolensku (1180-1197)
- Cerkev Marijinega vnebovzetja, Vladimir (1186—1189)
- Cerkev sv. Dimitrija v Vladimiru (1194-1197)
- Cerkev sv. Jurija, Stara Ladoga (1180-1200)
- Cerkev Marijinega rojstva, Suzdal (1222-1225), foto Sergey Prokudin-Gorsky, 1912

## Zgodnje obdobje Moskovske velike kneževine (1230–1530)
Mongoli so oropali državo tako temeljito, da si tudi prestolnice (na primer Moskva ali Tver) več kot pol stoletja niso mogle privoščiti novih kamnitih cerkva. Novgorod in Pskov sta se kljub temu izognila mongolskemu jarmu in se razvila v uspešni trgovski republiki; v teh mestih je ohranjenih na desetine srednjeveških cerkva (iz 12. stoletja in pozneje). Novgorovske cerkve (kot je cerkev Spreobrnjenja na Iljini ulici, zgrajena leta 1374) imajo stopničaste strehe in so grobo klesane; nekatere vsebujejo veličastne srednjeveške freske. V drobnih in slikovitih pskovskih cerkvah je veliko novih elementov: kokošniki, cerkvene verande, zunanje galerije in zvoniki. Vse te značilnosti so pskovski zidarji vnesli v Moskvo, kjer so v 15. stoletju zgradili številne stavbe (vključno s cerkvijo Odlaganja ogrinjala Moskovskega Kremlja (1484) in cerkvijo Trojiškega samostana sv. Sergija, zgrajena 1476).
Moskovskih cerkva iz 14. stoletja je malo, sporna pa je tudi njihova starost. Tipični spomeniki - najdemo jih v Nikolskem (blizu Ruže, morda iz 1320-ih) in Kolomni (mogoče iz drugega desetletja 14. stoletja) - so majhne enokupolne utrjene cerkve, zgrajene iz grobega kamna in sposobne vzdržati kratka obleganja. Z gradnjo cerkve Marijinega vnebovzetja v Zvenigorodu (mogoče leta 1399) so moskovski stavbeniki ponovno pridobili mojstrstvo predmongolskih graditeljev in rešili nekatere gradbene težave, ki so zmedle njihove predhodnike. Pomembni spomeniki zgodnje moskovske arhitekture najdemo v Trojiškem samostanu sv. Sergija (1423), Savvino-Storoževskem samostanu v Zvenigorodu (morda 1405) in samostanu sv. Andronika v Moskvi (1427).
Do konca 15. stoletja je bila Moskovska velika kneževina tako močna država, da so za njen prestiž potrebovali veličastne večkupolne stavbe, ki so enake predmongolskim cerkvam Novgoroda in Vladimira. V treh velikih cerkvah v Moskovskem kremlju so reproducirali starodavne Vladimirske strukture in jih okrasili z italijanskimi renesančnimi motivi. Te ambiciozne kremeljske cerkve (med njimi cerkev Marijineha vnebovzetja in cerkev nadanglea Mihaela) so bile v 16. stoletju posnemane po vsej Rusiji, nove stavbe pa so po navadi večje in bolj okrašene od svojih predhodnic (na primer cerkev Hodegetrije v samostanu Novovodevičji iz 1520-ih).
Poleg cerkva iz obdobja vladanja Ivana III. izvirajo številne druge strukture. Sem spadajo utrdbe (Kitaj-gorod, Kremelj (njegovi sedanji stolpi so poznejši), Ivangorod), stolpi (Zvonik Ivana Velikega) in palače (Fasetna palača in palača Uglič). Število in raznolikost obstoječih stavb lahko pripišemo dejstvu, da so italijanski arhitekti prepričali Moskovčane, naj opustijo prestižni, drag in tog apnenec za veliko cenejšo in lažjo opeko kot glavni gradbeni material.
- Cerkev Svetega Jurija, Jurijev-Polski (1230–1234)
- Cerkev Spreobnjenja na Iljini ulici v Velikem Novgorodu (1374)
- Savino-Storoževski samostan (15. stoletje)
- Škofijska palača v Suzdalu (15. stoletje)
- Stari katolikon Trojiškega samostana sv. Sergija (1422–1423)
- Odrešenikova cerkev v Andronikovem samostanu (1420-1425)
- Cerkev Marijinega vnebovzetja v Moskvi (1475–1479), Moscow
- Palača carjeviča Dmitrija v Ugliču (1482)
- Fasetna palača v Moskovskem kremlju (1487–1492)
- Staro angleško sodišče - sedež angleške moskovske družbe (1490–1510)
- Odrešenikov stolp v Moskovskem kremlju (1491)
- Zvonik Ivana Velikega (1505–1508)

## Srednje obdobje Moskovske velike kneževine (1530–1630)
V 16. stoletju je bil ključni razvoj uvedba šotorske strehe v opečni arhitekturi. Šotorska konstrukcija strehe se zdi, da izvira iz severne Rusije, saj je preprečevala, da bi se med dolgimi zimami sneg nabiral na lesenih konstrukcijah. V lesenih cerkvah (tudi sodobnih) je bila ta vrsta strehe zelo priljubljena. Prva šotorska opečna cerkev je cerkev Vnebovzetja na Kolomenskem (1531), zasnovana v počastitev rojstva Ivana Groznega. Njena zasnova sproža špekulacije; verjetno je ta slog (nikoli ga ni bilo mogoče najti v drugih pravoslavnih državah) simboliziral ambicioznost rojene ruske države in osvoboditev ruske umetnosti iz bizantinskih kanonov po padcu Konstantinopla pred Turki.
Šotorske cerkve so bile priljubljene v času vladavine Ivana Groznega. Dva glavna primera iz obdobja njegovega vladanja sta več šotorskih eksotičnih oblik in barv, urejenih v zapleteni zasnovi: cerkev sv. Janeza Krstnika na Kolomenskem (1547) in cerkev Vasilija blaženega na Rdečem trgu (1561). Slednja cerkev združuje devet šotorskih streh v presenetljivi krožni kompoziciji.
- Cerkev Vnebovzetja na Kolomenskem (1532)
- Iberijska vrata in kapela v Moskvi (1535)
- Rezidenca bojarjev Romanov 17. stoletje
- Smolenska cerkev samostana Novodevičji (1560s)
- Palača Terem v Moskovskem kremlju, (1560/1635–36)
- Cerkev vnebovzetja Spaso-Prilutskega samostana (1590)

## Pozno obdobje Moskovske velike kneževine (1630–1712)
Po obdobju Težav sta cerkev in država bankrotirali, saj nista mogla financirati nobenih gradbenih del; pobudo so prevzeli bogati trgovci v Jaroslavelju ob Volgi. V 17. stoletju so postavili številne velike cerkve (sobor) s petimi čebulastimi kupolami, ki so jih obdali s šotorskimi zvoniki in hodnikov. Sprva je bila sestava cerkva močno asimetrična, pri čemer so se različni deli uravnotežili med seboj po načelu "zloženih snopov" (npr. Cerkev preroka Ilije, 1647–50). Kasneje so bile jaroslavlske cerkve strogo simetrične, s kupolami višjimi od same stavbe in močno okrašene z barvnimi ploščicami (npr. Cerkev Janeza Krizostoma na Volgi, 1649–54). V cerkvi sv. Janeza Krstnika (zgrajena 1671–87) je bil dosežen zenit volške arhitekture - največja v Jaroslavelju, s 15 kupolami in več kot 500 freskami. Zidana cerkev iz opeke, od kupol do visokih verand, je bila natančno izklesana in okrašena s ploščicami.
Tudi moskovske cerkve 17. stoletja so bogato okrašene, vendar so veliko manjše. V začetku stoletja so bili Moskovčani še vedno naklonjeni šotorskim stavbam. Glavni predmet njihovega občudovanja je bila čudodelne cerkve Marijinega vnebovzetja v Ugliču (1627): imela je tri graciozne šotore, ki so spominjali na tri goreče sveče. Ta kompozicija je bila ekstravagantno uporabljena v cerkvi Hodegetrije v Vjazmi (1638) in v cerkvi Kristusovega rojstva v Putinki v Moskvi (1652). Ob domnevi, da so takšne konstrukcije v nasprotju s tradicionalnim bizantinskim tipom, jih je patriarh Nikon razglasil za nekanonske. Spodbudil je gradnjo dovršene cerkvene rezidence (na primer Rostovski kremelj na jezeru Nero, v katerem je bilo pet visokih cerkva, številni stolpi, palače in sobe). Nikon je zasnoval novo rezidenco v samostanu Novi Jeruzalem, kjer je dominirala cerkev v obliki rotunde, prva te vrste v Rusiji.
Ker so bili šotori prepovedani, so jih morali moskovski arhitekti nadomestiti z zaporednimi vrstami konzolnih lokov (kokošnikov), ta dekorativni element pa naj bi postal zaščitni znak moskovskega razposajenega, dekorativnega sloga 17. stoletja. Zgodnji primer tega sloga je Kazanska cerkev na Rdečem trgu (1633–36). Do konca stoletja je bilo v Moskvi postavljenih več kot 100 cerkva v dekorativnem slogu, morda pa še toliko več v sosednji regiji. Med lepšimi primeri so cerkev svete Trojice pri Nikitnikih (1653), svetega Miklavža pri Hamovnikih (1682) in svete Trojice na Ostankinu (1692). Verjetno najbolj reprezentativna zgradba v dekorativnem slogu je bila cerkev svetega Nikolaja ("Veliki križ") v Kitaj-gorodu, brutalno uničena na željo Stalina.
Ko se je ruska arhitektura razvila v čisto dekorativno, sta nanjo vplivala tudi poljski in ukrajinski barok. Prve baročne cerkve so bile majhne kapelice, ki so bile zgrajene na posestvih družine Nariškin v bližini Moskve, zato se v tem slogu pogosto uporablja ime nariškinov barok. Nekatere cerkve so stolpičaste, s kubičnimi in osmerokotnimi tlorisi, nameščenimi drug na drugem (Odrešenjska cerkev v Ubori, 1697); druge imajo lestvi podobno kompozicijo, nad samo cerkvijo se dviga zvonik (Cerkev Marijine priprošnje v vasi Fili, 1695). Okras v baročnem in dekorativnem slogu je pogosto tako bogat, da se zdi, da je cerkev delo draguljarja in ne zidarja (npr. cerkev sv. Trojice v Likovu, 1696). Morda najbolj očarljiv primer nariškinskega baroka je bila večkupolna cerkev Marije vnebovzete na ulici Pokrovka v Moskvi (zgrajena 1696–99, porušena 1929). Njen arhitekt je bil odgovoren tudi za 'rdeče-belo' obnovo več moskovskih samostanskih struktur, zlasti samostana Novodevičji in samostana Donskoj.
Baročni slog se je hitro razširil po Rusiji in postopoma nadomestil tradicionalnejšo in kanonično arhitekturo. Trgovci Stroganovi so sponzorirali gradnjo veličastnih baročnih struktur v Nižnem Novgorodu (Cerkev Marijinega rojstva, 1703) in na oddaljenem območju tundre (Cerkev Oznanjenja v Solvičegodsku, 1693). V prvih desetletjih 18. stoletja so v vzhodnih mestih, kot so Kazan, Solikamsk, Verhoturje, Tobolsk in Irkutsk, postavili nekaj izjemnih baročnih cerkev. Zanimive so tudi tradicionalne lesene cerkve ruskega severa. Ker so delali brez kladiva in žebljev, so zgradili tako bizarne strukture, kot je bila 24-kupolasta cerkev v Vitegraju (1708, požgana 1963) in 22-kupolasta cerkev spreobrnjenja v Kižiju (1714).
- Cerkev sv. Trojice v Kitay-gorodu (1626)
- Cerkev Kristusovega rojstva na Putinki (1649–1652)
- Zabaviščna palača (roza) v moskovskem Kremlju (1652)
- Palača Alekseja I. v Savino-Storoževskem samostanu (1652–1654)
- Palača moskovskega patriarha s cerkvijo Dvanajstih apostolov (1653)
- Cerkev Vstajenja, samostan Novi Jeruzalem (1656–1685)
- Cerkev sv. Nikolaja v Bersenevki (1657)
- Kolomensko, poletna rezidenca carjev (1667–1668)
- Samostan Novodevičji, Moskva, 17. stoletje
- Palača bogate trgovske družine Pogankin v Pskovu (1671–1679)
- Cerkev sv. Janeza Krstnika, Jaroslavelj (1671—1687)
- Cerkev sv. Nikolaja v Hamovnikih (1679–1682)
- Metropolitanska palača v Jaroslavelju (1680th–1690th)
- Znamenska cerkev (1690–1704)
- Krutici (1693–94)
- Puškikova palača v Nižnem Novgorodu (1698)
- Menšikov stolp (1707)
- Lesene cerkve v oddaljenem Kiži Pogost, 1711–1714

## Obdobje Ruskega imperija (1712–1917)
Leta 1712 je Peter I. Ruski prestolnico iz Moskve preselil v Sankt Peterburg, ki jo je načrtoval oblikovati v slogu, ki se običajno imenuje petrovski barok. Glavna spomenika sta cerkev sv. Petra in Pavla ter Menšikova palača. V času vladavine cesarice Ane in Elizabete Petrovne je v ruski arhitekturi prevladoval razkošen baročni slog Bartolomea Rastrellija, Stavbe z Rastrellijevim podpisom so Zimski dvorec, Katarinina palača in samostan Smolni. Druga značilna spomenika elizabetinskega baroka sta zvonik Trojiškega samostana sv. Sergija in Rdeča vrata.
Katarina Velika je odpovedala Rastrellija in postala pokrovitelj neoklasicističnih arhitektov, povabljenih s Škotske in Italije. Nekaj reprezentativnih stavb iz obdobja njenega vladanja sta Aleksandrova palača (avtor Giacomo Quarenghi) in cerkev sv. Trojice Aleksandra Nevskega lavre (Ivan Starov). V času Katarininega vladanja sta v Moskvi razvila ruski neogotski slog Vasilij Baženov in Matvej Kazakov. Aleksander I. Ruski se je zavzemal za slog empir, ki je dejansko postal edini slog njegovega obdobja, o čemer pričajo Kazanska cerkev, stavba Admiralitete, Bolšoj teater, cerkev svetega Izaka in Narvski slavolok v Sankt Peterburgu. Še večji je bil vpliv sloga empir v Moskvi, ki je morala obnoviti na tisoče hiš, uničenih v požaru 1812.
V 1830-ih je Nikolaj I. poenostavil regulacijo v arhitekturi, kar je trgovino odprlo za več inkarnacij zgodnjega eklekticizma. Psevdo ruske zasnove Konstantina Thona so postale najprimernejša izbira pri gradnji cerkva (cerkev Kristusa Odrešenika, 1832–1883), njegove javne stavbe pa so sledile renesančni tradiciji, ki so jo ponazorili v Veliki Kremeljski palači (1838–49) in Kremeljski orožarni (1844 –1851). Naslednja vladarja Aleksander II. in Aleksander III. sta spodbujala rusko neobizantinski slog v cerkveni arhitekturi, medtem ko je civilna gradnja sledila enaki vrsti eklekticizma, ki je bila pogosta v drugih evropskih državah; to je predstavljalo vedno večje trende narodnega oživljanja, vernakularno in namišljeno.
Med letoma 1895 in 1905 je v arhitekturi na kratko prevladoval ruski Art nouveau, najaktivnejši v Moskvi (Lev Kekušev, Fjodor Šečtel in William Walcot). Do izbruha prve svetovne vojne je v letih 1905–1914 ostala priljubljena izbira ruski neoklasicizem – združena empir in paladijevska tradicija s sodobno gradbeno tehnologijo.
- Petropavlovska trdnjava (1706–1740)
- Palača Peterhof (1714–1755)
- Konstantinova palača (1715–1720)
- Katarinina palača v Carskem selu (1752–1757)
- Zimska palača (1762–1796)
- Paškova hiša (1784–1786)
- Grad sv. Mihaela (1797–1801)
- Kazanska cerkev, Sankt Peterburg (1801–1811)
- Stabva Generaleba štaba (Sankt Peterburg) (1819–1828)
- Cerkev svetega Izaka (1819–1858)
- Bolšoj teater (1821–1825)
- Cerkev Kristusa Odrešenika, Moskva (1860–1883)
- Državni zgodovinski muzej, Moskva (1875–1881)
- Veleblagovnica GUM (1890–1893)
- Elisejev Emporium (Sankt Peterburg) (1902–1903)
- Tretjakovska galerija (1902–1904)
- Singerjeva hiša (1902–1904)

## Post-revolucionarno obdobje (1917–1932)
V prvem letu sovjetske vladavine so vsi arhitekti, ki se niso izselili (in nova generacija), v svojem delu zanikali kakršno koli klasično dediščino in začeli propagirati formalizem, najvplivnejši od vseh oživljenih tem. Izdelani so bili veliki načrti za velika, tehnično napredna mesta. Najambicioznejši od vseh je bil Spomenik Tretji internacionali, ki ga je leta 1919 načrtoval Vladimir Tatlin (1885–1953), 400-metrska spirala, navita okoli nagnjene centralne osi z vrtljivimi steklenimi komorami. V resničnem življenju je Tatlinov stolp navdihnil generacijo konstruktivističnih arhitektov v Rusiji in tujini. Šuhov stolp, ki se dviga 160 metrov nad Moskvo, je bil dokončan leta 1922. Po prvotnih načrtih je imel hiperboloidni stolp Vladimirja Šuhova z višino 350 metrov ocenjeno maso 2200 ton, medtem ko Eifflov stolp v Parizu (z višino 350 metrov) tehta 7300 ton.
Tako imenovana kommunalka je postala najpogostejša vrsta nastanitve prebivalcev velikih mest. V vsakem komunalnem stanovanju je ena soba pripadala eni družini, kopalnico, WC in kuhinjo pa so si delili. Takšna shema je bila razširjena do sredine 1950-ih, v nekaterih mestih je še več komunalnih stanovanj. Hkrati so v 1930-ih so za starejše ljudi začeli graditi hiše z ločenimi spalnicami, kjer je ena družina dobila celo stanovanje. Primer take hiše, imenovane Hiša na obrežju (Dom na naberežnoi) v Moskvi, zgrajena v letih 1927–1931.
Pomembna prednostna naloga v obdobju po revoluciji je bila množična obnova mest. Leta 1918 sta Aleksej Ščusev (1873–1949) in Ivan Žoltovski ustanovila arhitekturno delavnico Mossovet, kjer je potekala kompleksna zasnova obnove Moskve kot nove sovjetske prestolnice. Delavnica je zaposlila mlade arhitekte, ki so se pozneje uveljavili kot avantgardni voditelji. Hkrati je bila arhitekturna izobrazba, koncentrirana v Vhutemas, razdeljena med revivaliste in moderniste.
Leta 1919 je bil v Petrogradu podoben načrtovalni in izobraževalni načrt, ki ga je vodil izkušeni revivalist Ivan Fomin (1872–1936). Druga mesta so sledila temu in rezultati tam opravljenega dela naj bi dramatično spremenili tradicionalno rusko postavitev mest. Tam so bile narisane prve obsežne razvojne predloge (generalni načrt). Mesto je bilo načrtovano kot niz novih širokih avenij, množičnih javnih struktur in izboljšanja stanovanjskih stanovanj s toploto in vodovodnimi sistemi. Prva stanovanjska stavba v tem obdobju je bila dokončana leta 1923, čemur je sledil skok gradnje javnih stanovanj v letih 1925–1929.
V Petrogradu je bil od leta 1917 do 1919 na Marsovem polju zgrajen prvi primer novega sloga - spomenik Borci revolucije, ki ga je oblikoval Lev Rudnev (1886–1956). Ta kompleks je bil sestavljen iz vrste preprostih, ekspresivnih granitnih monolitov in je postal osrednja točka za nadaljnji razvoj sovjetske kiparske in spomeniške arhitekture. Najbolj znana konstrukcija tega časa pa je bil Leninov mavzolej Alekseja Ščuseva. Prvotno je bila začasna lesena konstrukcija, na vrhu pa je bila piramida z dvema kriloma (za vstop in izstop). Leta 1930 so ga nadomestili s sedanjo stavbo, zgrajeno iz kamna. Kombinacija temno rdečega in črnega labradorita je izboljšala njegovo vitko in natančno konstrukcijo.
Hiter razvoj tehnoloških procesov in materialov je vplival tudi na konstruktivistične elemente v oblikovanju konstrukcije. Med postavitvijo hidroelektrarne Volhov (1918–26, arhitekta O. Munc in V. Pokrovski) se še vedno uporablja tradicionalni obris okenskih lokov (kljub betonu, ki se uporablja pri gradnji). Hidroelektrarna Dneper (1927–32), ki jo je zgradil kolektiv arhitektov pod vodstvom Viktorja Vesnina (1882–1950), ima inovativno zasnovo z ukrivljenim jezom z ritmičnim vzorcem temeljev. Ustvarjalni sindikati so igrali veliko vlogo v arhitekturnem življenju Rusije 1920-ih let. Eno takšnih je bilo Združenje novih arhitektov (ASNOVA), ustanovljeno leta 1923, ki je spodbujalo idejo sinteze arhitekture in drugih ustvarjalnih umetnosti, da bi stavbam dalo skoraj kiparsko občutje. Te stavbe naj bi služile kot vizualne točke za orientacijo človeka v vesolju. Člani ASNOVA so zasnovali tudi prve moskovske nebotičnike, od katerih nobeden ni bil realiziran (1923–1926).
Druga novost iz postrevolucionarne Rusije je bila nova vrsta javne zgradbe: Klub delavcev in Palača kulture. Te so postale nov fokus za arhitekte, ki so uporabili vizualno izražanje velikih elementov v kombinaciji z industrijskimi motivi. Najbolj znan med njimi je bil Zuev Delavski klub (1927–29) v Moskvi, delo Ilja Golosova (1883–1945), ki se je opiral na dinamičen kontrast preprostih oblik, ravnin, celotnih sten in zastekljenih površin.
Simbolično izražanje v gradbeništvu je bilo značilno v delih, ki jih je zasnoval Konstantin Melnikov (1890–1974), zlasti Rusakov delavski klub (1927–1929) v Moskvi. Vizualno stavba spominja na del zobnika; vsak od treh konzolnih betonskih 'zob' je balkon glavnega avditorija, ki bi ga bilo mogoče uporabiti posamično ali kombinirati v veliko gledališko dvorano. Ostrina njegove sestave in 'prehod' notranjega prostora (ki ga je Melnikov imenoval 'napeta mišica') sta ga uvrstila med najpomembnejše primere sovjetske arhitekture.
- Šuhov stolp v Moskvi
- Stavba Centrosojuz
- Klub tovarne kavčuka
- Avtobusna garaža Bahmetevski
- Stavba Izvestia
- Leninov mavzolej
- Novo-Rjazanska garaža
- Zuev delavski klub
- Tekstilna tovarna Rdeče zastave
- Melnikova hiša (1927–1929)
- Rusakov delavski klub (1927)
- Klub tovarne Svoboda
- Dorhimzavod klub
- Hiša na nabrežju v Moskvi
- Hotel Iset v Ekaterinburgu
- NarKomZem
- Pošta v Ekaterinburgu
- Gledališče Maksima Gorkija v Rostovu na Donu

## Povojna Sovjetska zveza
Stalinistična arhitektura je dala prednost konservativnemu monumentalizmu. V 1930-ih je bila zaradi Stalinove politike urbanizacija hitra in v Moskvi je bil takrat mednarodni natečaj za gradnjo Palače sovjetov. Po letu 1945 je bil poudarek na obnovi objektov, uničenih v drugi svetovni vojni in na postavitvi novih: na simboličnih točkah na območju Moskve je bilo zgrajenih sedem visokih stavb. Gradnja Moskovske univerze (1948–1953), ki jo je ustvaril Lev Rudnev s sodelavci, je še posebej pomembna zaradi uporabe prostora. Drug primer je Razstavni center v Moskvi, ki je bil zgrajen za drugo vserusko kmetijsko razstavo (VSKhV) leta 1954. V njem je bila predstavljena vrsta paviljonov, vsak od njih urejen v reprezentativnem slogu. Drugi dobro znani primeri so postaje moskovskega in sankt peterburškega metroja, zgrajene v 40. in 50. letih 20. stoletja, ki so znane po ekstravagantni zasnovi in živahni dekoraciji. Na splošno je stalinistična arhitektura spremenila videz mnogih povojnih mest; mnogo jih je ohranjenih do danes v osrednjih avenijah in javnih stavbah.
Po Stalinovi smrti leta 1953 so državo pretresle družbene in politične spremembe. Prizadete so bile tudi gradbene prioritete in arhitektura. Leta 1955 je Nikita Hruščov, soočen s počasnim tempom gradnje stanovanj, pozval k drastičnim ukrepom za pospešitev procesa. To je vključevalo razvoj nove tehnologije množične proizvodnje in odstranjevanje 'dekorativnih dodatkov' iz stavb. Na posebnih obratih, ki so jih zgradili v vsakem večjem mestu, so začeli proizvodnjo posebnih betonskih blokov, pripravljenih z odprtinami za vrata in okna, iz katerih so bile zgrajene hiše. Ti montažni bloki so bili prineseni iz tovarn in nameščeni na jeklenem ogrodju hiše. Hiše, zgrajene na ta način, so imenovali blok hiše. Vsi projekti takšnih hiš so postali standardizirani in so bili povzeti v več serijah. Tipizirani so bili tudi projekti za šole, vrtce in bolnišnice. S tem se je stalinistična arhitektura učinkovito končala; vendar je bil prehod počasen. Večina projektov v planu ali v gradnji do leta 1955 je bila neposredno prizadeta; rezultat so bila včasih celotna območja, ki so postala estetsko asimetrična. Dobro poznan primer se je zgodil v povojni obnovi ukrajinske prestolnice Kijev, v kateri naj bi načrtovana avenija Kresčatik in njegov osrednji trg (Ploščad Kalinina) tvoril en sam bogat prostor, zaprt s stalinistično konstrukcijo. Ker so bile stavbe, ki obdajajo slednjo, dokončane, so bili arhitekti prisiljeni spremeniti svoje načrte in območje je bilo do začetka 1980-ih nedokončano. Zlasti Hotel Ukrajina, ki naj bi trg okronal z videzom, podobnim eni od moskovskih Sedem sester, je ostal kot trdna oblika brez zgornje konice ali kakršne koli bogate zunanje dekoracije.
Kljub temu, da so stavbe postale bolj kvadratne in enostavne, so s seboj prinesle nov slog, ki ga je poganjala vesoljska doba: funkcionalnost. Državna kremeljska palača je spomin na prejšnji poskus premostitve hitro spreminjajočih se slogov, ki jih je narekovala država. Nikolaja Nikitina Ostankinski stolp simbolizira tehnološki napredek in prihodnost. Poleg enostavnejših stavb se 1960-ih spominjajo po ogromnih stanovanjskih načrtih. Za izdelavo preproste, petnadstropne hiše je bil razvit tipičen projekt z uporabo betonskih plošč. Ti Pyatietazhki so postali prevladujoča stanovanjska gradnja. Čeprav je bila hitro zgrajena, je bila kakovost slaba v primerjavi s prejšnjimi stanovanji, monoton videz je prispeval k sivim in dolgočasnim stereotipom, značilnim za socialistična mesta.
Ko so se začela 1970-ta, je Leonid Brežnjev arhitektom omogočil več svobode; kmalu so zgradili stanovanja raznolikega oblikovanja. Stanovanjski bloki so bili višji in bolj okrašeni; veliki mozaiki na njihovih stenah so postali značilnost. V skoraj vseh primerih so te zgrajene ne kot samostojna gradnja, temveč kot del velikih kompleksov, ki so kmalu postali osrednja značilnost socialističnih mest. V nasprotju s hišami, zgrajenimi v 1950-ih do 1960-ih, ki so imele do 5 nadstropij, so bile nove stanovanjske stavbe višje in so lahko imele do devet ali več nadstropij, čeprav so hiše z manj nadstropji še naprej gradili. Vsak kompleks je vključeval obsežno območje z dvoriščem za sprehode, igrišče z gugalnicami, peskovnikom in mesta za parkiranje vozil, ki jih pogosto dopolnjujejo garaže za avtomobile ločeno od stanovanjskih stavb. To načelo ostaja še danes. Javne stavbe so bile zgrajene z različnimi temami. Nekateri (na primer Bela hiša Rusije) so se neposredno povezale z arhitekturo zgodnejših 1950-ih, z belo marmornato zunanjostjo in velikimi reliefi na krilih.
- Glavna stavba Moskovske državne univerze
- Vseruski razstavni center
- Hiša sovjetov (Sankt Peterburg)
- Hiša delavcev MGB
- Gostišče na Kosmodamianskem nabrežju
- Generalska hiša na Smolenskem nabrežju
- Hotel Rossija
- Stavba predsedstva Ruske akademije znanosti
- Glavna stavba Ministrstva za obrambo
- Novosibirsko gledališče opere in baleta
- hiša z ažurnim okrasom
- Stolp Ostankino
- Bela hiša, Moskva
- Tipična Hruščovka v Nižnem Novgorodu
- Giše v obliki knjige, Novi Arbat
- Stanovanja univerze, zgrajena v začetku 1970-ih v Uljanovsku (Uljanovska državna pedagoška univerza)

## Sodobna Rusija
Ko je Sovjetska zveza razpadla, so bili številni njeni projekti zaustavljeni, nekateri pa v celoti preklicani. Vendar prvič ni bilo več nadzora nad tem, kakšno tematiko mora imeti stavba ali kako visoko mora biti. S splošnim izboljšanjem finančnih razmer je arhitektura rasla z vidno hitrostjo. Prvič so bile uporabljene sodobne metode gradnje nebotičnikov, kar je povzročilo ambiciozen moskovski mednarodni poslovni center. V drugih primerih so se arhitekti vrnili k uspešnemu oblikovanju stalinistične arhitekture, kar je povzročilo stavbe, kot je palača Triumf v Moskvi. Nova klasična arhitektura se pojavlja tudi bolj dosledno po vsej sodobni Rusiji, saj je za Sankt Peterburg predlagan velik kompleks.
- Moskovski mednarodni poslovni center
- Jekaterinburg City
- Sankt Peterburg Plaza
- Center Lahta
- Inovacijski center Skolkovo
- Triumf Palas
- Sokolinaja gora
- Škrlatna jadra
- Kompleks Oružeini
- Marijinsko gledališče drugi oder
- Gazprom Arena
- Fištov olimpijski stadion
- Beli trg
- Hiša na Mosfilmovski ulici
- Stolp Dominion
- Fomenkovo gledališče
- Palača kmetijstva
- Zarjadje park